# Arthur Mole

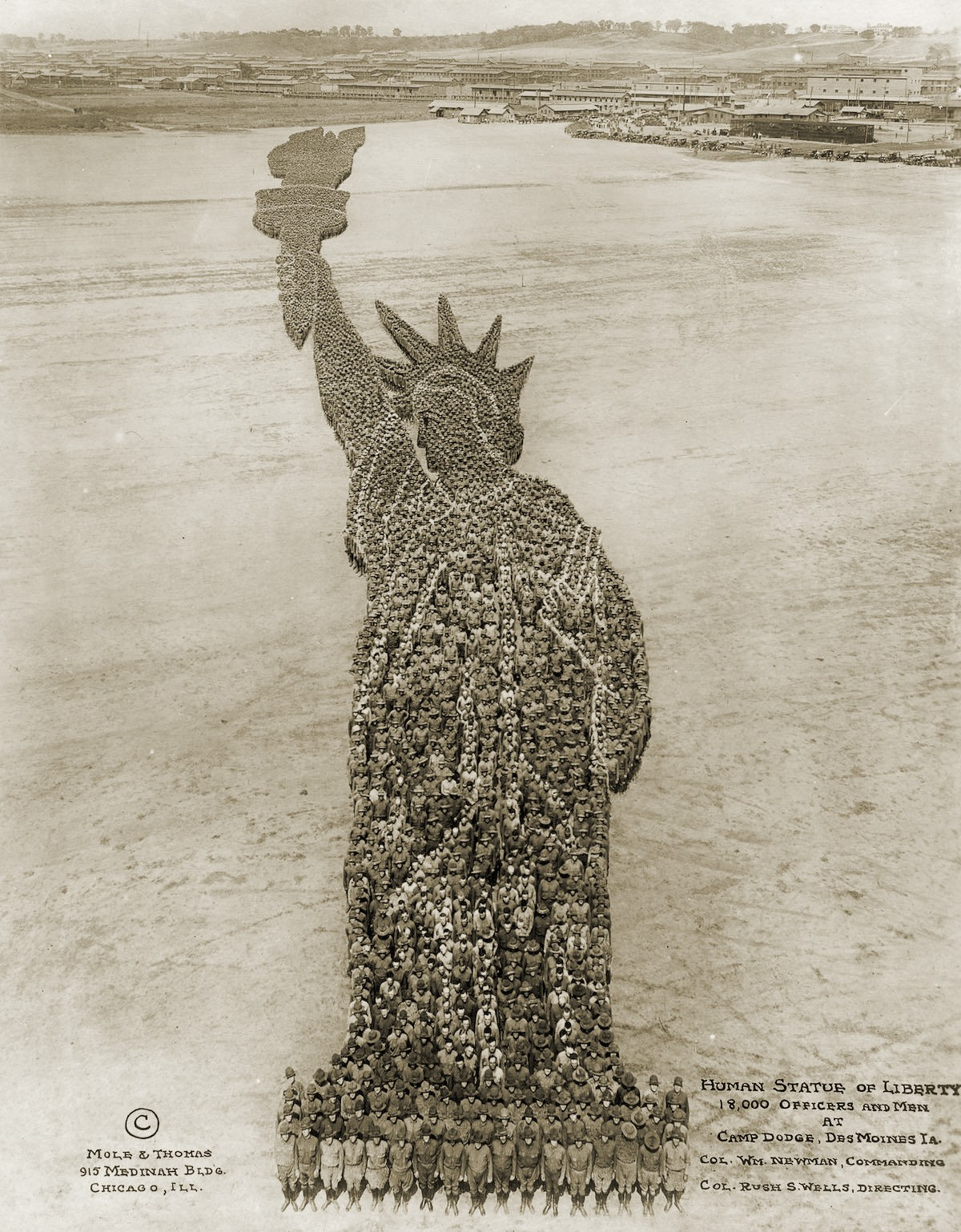
Human Statue of Liberty

Arthur Samuel Mole (* 7. Januar 1889 in Lexden; † 14. August 1983 in Fort Lauderdale) war ein US-amerikanischer Fotograf britischer Herkunft, der durch seine „lebendigen Fotografien“ Berühmtheit erlangte. Für diese Kunstwerke arrangierte er zusammen mit John D. Thomas († 1947) während des Ersten Weltkrieges eine beträchtliche Anzahl (9.000–30.000) von Militärangehörigen und anderen Freiwilligen zu Formationen, die aus großer Höhe fotografiert gigantische patriotische Symbole bildeten.

## Leben
Moles Familie wanderte 1902, als er 13 Jahre alt war, in die Vereinigten Staaten aus. Arthur Mole arbeitete als Werbefotograf in Zion, Illinois, nördlich von Chicago. Im Ersten Weltkrieg und auch in den Jahren danach reiste er zu verschiedenen Militär- und Marinestützpunkten der USA, um seine gewaltigen Projekte umzusetzen. 1920 formierte er mithilfe von Studenten der Universität Pittsburg und anderen Freiwilligen einen Panter.
Die Vorbereitung solch einer Aktion dauerte jeweils eine Woche, manchmal auch mehrere. Für jedes Muster ermittelte er die exakte Anzahl der Personen, die er benötigen würde. Die Positionierung der einzelnen Statisten zu einem Gesamtbild nahm dann noch einmal mehrere Stunden in Anspruch. Die Anweisungen dazu gab Mole von einem 20 m hohen Aussichtsturm durch ein Megafon oder durch das Schwenken einer weißen Fahne. Zum Besseren Erfassen der Dimensionen: Das Wilson-Porträt erstreckt sich über eine Fläche von 200 Metern – die Freiheitsstatue war eine halbe Meile lang. Natürlich wurden auch die abschließenden Aufnahmen – alle in Schwarz-weiß – auf dem Turm gemacht.
Die Einnahmen aus ihren Projekten spendeten Mole und Thomas für ein Regierungsprogramm, das die Wiedereingliederung der heimgekehrten Soldaten in das gesellschaftliche Leben fördern sollte. Als die Nachfrage nach seinen Fotografien in den 1920er Jahren nachließ, zog er sich nach Zion in sein früheres Fotogeschäft zurück.
Die Bilder von Arthur Mole und John Thomas befinden sich heute im Museum of Modern Art und Metropolitan Museum of Art (beide New York), in der Library of Congress (Washington D.C.), im Chicago Historical Museum sowie im San Francisco Museum of Modern Art. Mole gilt als Pionier auf dem Gebiet der Formationsfotografie.

## Technik
Die Entwürfe sind insofern bemerkenswert, als dass sie nicht auf einem einfachen Raster basieren, sondern die Anordnung der beteiligten Personen in geschwungenen Linien erfolgte. Farbunterschiede, Schattierungen und andere Feinheiten gestaltete Mole mittels dunkler oder heller Kleidung, Mützen sowie Zwischenräumen in den Reihen. Man beachte, dass das gewünschte Bild nur von Moles Standpunkt aus erkennbar war (Anamorphose). Das heißt, um vom Aussichtsturm ein ebenmäßiges Bild zu erhalten, musste die Formation im hinteren Bereich um ein Vielfaches breiter dimensioniert sein, als im vorderen Bereich, direkt unterhalb des Turms. Das erklärt, warum beispielsweise für die Fackel der Freiheitsstatue 12.000 Personen benötigt wurden, wohingegen nur 17 Männer den Sockel bildeten.
Der Kunstprofessor Dan Collins sieht in Moles Arbeiten einen Trompe-l’œil-Effekt.

## Werke (Auswahl)
- Statue of Liberty, 1918
- Sincerely yours, Woodrow Wilson, 1918
- The Human American Eagle, 1918
- The Human U.S. Shield, 1918
- Human Liberty Bell, 1918
- The living Machine Gun Insignia, 1918
- Living Emblem of the United States Marines, 1919
- Sandstorm Division living insignia, 1918
- Pferd
- The Living Uncle Sam, 1919
- 209th Engineers, 1919
- Grenzhausen, Germany 1st Field Artillery Brigade, 1st Division, 1919
- A Living Flag, 1917
- The Zion Shield, 1920
- Living Insignia of 27th Division, 1919[9]
- The Panther Insignia, 1920
- Hawaiian Division Living Insignia
- Official Seal of 11th Division Lafayette